# Los santos inocentes (novela)
Los santos inocentes es una novela de Miguel Delibes publicada en 1981, que está ambientada en los terrenos de un cortijo en la Raya de Extremadura (España) a principios de la década de 1960.

## Argumento
Una familia de campesinos formada por Paco "el Bajo", Régula y sus cuatro hijos, Nieves, Quirce, Rogelio y Charito ("la niña chica"), viven en una humilde casa al servicio de los señores del cortijo, trabajando, obedeciendo y soportando humillaciones sin queja alguna.
Su única aspiración es que sus hijos estudien para abandonar la vida que llevan. Charito, su hija mayor, a la que llaman la niña chica, tiene parálisis cerebral y permanece siempre acostada o en brazos. A la familia pronto se suma Azarías, hermano de Régula, al ser despedido de su trabajo en otro cortijo cercano. Azarías es un inocente con dificultad de expresión y deficiencia cognitiva, cuya única preocupación es la cría de una pequeña grajilla, su milana bonita.
La vida en el cortijo sigue la misma rutina de siempre: unos mandan y otros obedecen; acontecimientos familiares, cacerías y fiestas se suceden en la casa grande. En una de estas cacerías, el señorito Iván mata con su escopeta al pájaro de Azarías, lo que provoca una respuesta de parte de este, que acaba ahorcando al señorito.
Los santos inocentes constituye una denuncia moral contra el latifundio, la injusticia social que provoca y las consecuencias que tiene sobre la vida de los individuos, la jerarquización brutal de la sociedad que provoca la deshumanización.

## Temas principales de la historia
Los principales temas que toca esta novela de Delibes son los siguientes:
- La opresión por parte de los señores.
- El desprecio y la falta de atención hacia sus criados.
- Las humillaciones continuas a las que son sometidos cada día los sirvientes.
- La incultura generalizada en las clases bajas de la sociedad de la época.
- La resignación de los miembros de las clases más bajas al aceptar su condición de inferiores, siendo considerados casi como animales.
- La caza.
- La discapacidad intelectual, moderada o profunda, así como la integración natural de estas personas en la sociedad rural de la España subdesarrollada.

## Adaptación cinematográfica
En 1984 se realizó la adaptación cinematográfica de esta novela, con el mismo título, dirigida por Mario Camus, ambientada en un cortijo de Extremadura en la década de 1960. Alfredo Landa y Francisco Rabal consiguieron ex aequo el Premio de interpretación masculina en el Festival de Cannes.

## Personajes
En las novelas de Delibes aparecen dos tipos de personajes: los sencillos, que son puros, inocentes e íntegros, hacia los cuales el lector siente simpatía, y los personajes inauténticos, gente acomodada y orgullosa, preocupados por aparentar.
En Los santos inocentes, los personajes principales son:
- Azarías: Tiene una discapacidad mental y una conducta muy instintiva y mecánica. Mantiene una relación muy especial con la naturaleza, es un marginado social y siente una bondad natural hacia todos los que le rodean.
- Paco, "el bajo": Sirviente del cortijo, destacan su sumisión y su saber e ingenio. Es respetuoso, humilde, generoso... lo cual contrasta con la forma en la que le trata el señorito Iván, como a un perro de caza.
- El señorito Iván: Es hijo de la marquesa, dueña del cortijo, en el cual trabaja toda la familia de Paco.

## Estructura
La novela está formada por seis partes de una extensión semejante. Cada una cuenta con un título que indica su asunto, pero si se atiende a la estructura interna de la obra, se pueden diferenciar tres partes, correspondientes a tres momentos de génesis de la novela:
1. Los tres primeros libros: Se presenta a los personajes humillados, resaltando la miseria y la injusticia en la que viven y de la que ni se plantean escapar, además de su bondad natural.
2. El libro cuatro: En él aparece el señorito Iván, el antagonista. A partir de este libro, se aprecian dos conceptos básicos de la obra: el enfrentamiento entre la concepción de la vida de opresores y oprimidos, y la diferencia entre la pasión por la caza de Iván y la pasión por la milana de Azarías.
3. Libros quinto y sexto: La acción pasa a ser lineal; ya no aparecen una serie de acciones dispersas, sino que la trama se centra en la narración de unos hechos concretos: el accidente de Paco, la muerte de la milana y la del señorito Iván.

A pesar de esta peculiar estructura, ningún capítulo resulta superfluo y todos ellos contribuyen a explicar el final de la obra.

## Situación temporal y espacial
A pesar de que en el libro no aparece ninguna fecha que permita situar en qué año suceden los hechos, podemos suponer que ocurren en los primeros años 60, debido a la referencia que hace el señorito Iván al Concilio (en referencia al Concilio Vaticano II).
En cuanto al tiempo interno, podemos distinguir dos partes: en la primera (libros del uno al cuatro) hay un desorden cronológico; van apareciendo diversas acciones dispersas, y la segunda, que abarca unas tres semanas, tiene una configuración lineal.
La obra está situada en alguna región española meridional limítrofe con Portugal (Salamanca, Cáceres, Badajoz, etc.). El paisaje va más allá de un mero escenario, es un mundo que influye de manera determinante en los personajes. Este mundo es el cortijo, símbolo y síntoma del latifundio; en él se diferencian dos partes: la zona construida en la que se aprecia la jerarquía social, donde los oprimidos viven en pequeñas casitas molineras y los opresores viven en una gran casa, y la zona sin construir, un entorno natural en la que los inocentes están integrados y de la que los señores disponen a voluntad, como un objeto más.
Hay una dicotomía entre espacios cerrados, propios de los poderosos y asociados a la hipocresía y la falsedad; y los abiertos, que representan la vida de acuerdo con la naturaleza.
El espacio geográfico es una zona de latifundios; podría ser Extremadura. Hay dos cortijos: el de la Jara y el de la Marquesa, con tres casas, que agrupan a los personajes (don Pedro y doña Purita viven en la casa de arriba; la casa grande solo se usa para fiestas). Además hay otra casa que está en la raya de lo de Abendújar.
El tiempo externo se situaría entre 1962 y 1964, entre mayo y finales de noviembre, cuando muere Iván. El tiempo narrativo se acumula en los dos últimos libros; los cuatro primeros son descriptivos.

## Estilo
El narrador es externo y omnisciente, hace juicios de valor y se identifica con los personajes oprimidos asumiendo su perspectiva. Esto hace que el estilo destaque por su oralidad. La eficacia de la novela se debe en gran medida al hallazgo de la voz narrativa. La historia se cuenta desde una perspectiva exterior a los hechos pero interior al mundo representado. El narrador podría ser uno de los criados. La voz narrativa tiene las mismas singularidades que los personajes, y la andadura coloquial del discurso se basa en incisos valorativos, el empleo de un léxico terruñero y exacto, la presencia de muletillas, el uso de conectores ilativos y la designación de los personajes con el artículo antepuesto o el mote. El narrador comete los vulgarismos ya señalados y otros que se eliminaron por ser tenidos como errores de imprenta. Ahora bien, la voz es un gañán de cortijo y un narrador poético con sabiduría sobre la vida rural. Oralidad y escritura se amalgaman sin producir un efecto artificioso, y convergen en el estribillo ‘milana bonita’. Este estribillo se repite a lo largo de toda la novela. En el relato el narrador usa la tercera persona. Cuenta la historia de manera objetiva pero a veces juzga, valora, critica o transmite la concepción del mundo que separa explotadores de explotados. Puede ser considerado como omnisciente. Hay indistinción gráfica del discurso de narrador y personajes. Por el argumento parece una novela tradicional pero no es así. No hay guiones, ni comillas, ni verbos introductorios ni nada que formalice el uso de diálogos. Delibes hace oír directamente a los personajes, sin discurso indirecto. Hay estilo directo incorporado al discurso del narrador, para que la historia llegue de manera más viva al lector. Esta mezcla de voces narrativas refuerza la impresión de estar ante un texto poético.

## Popularidad
Fue incluida en la lista de las 100 mejores novelas en español del siglo XX del periódico español El Mundo.